# Кайл Окпосо
Кайл Окпосо (англ. Kyle Okposo; 16 квітня 1988, м. Сент-Пол, США) — американський хокеїст, правий нападник.
Виступав за Міннесотський університет (NCAA), «Бриджпорт Саунд-Тайгерс» (АХЛ) та клуби НХЛ «Нью-Йорк Айлендерс», «Баффало Сейбрс», «Флорида Пантерс».
В чемпіонатах НХЛ — 271 матч (68+93).
У складі національної збірної США учасник чемпіонатів світу 2009, 2010 і 2012 (22 матчі, 5+6). У складі молодіжної збірної США учасник чемпіонатів світу 2007 і 2008.
Досягнення
- Бронзовий призер молодіжного чемпіонату світу (2007).